# Luc Van den Bossche
Pour les articles homonymes, voir Van den Bossche.
Luc Karel Ghislain Van den Bossche (né à Alost, le 16 septembre 1947) est un homme politique belge, néerlandophone, socialiste. Il a été ministre régional flamand, ministre fédéral et Vice-Premier ministre, avant d'arrêter la politique en 2003. Il a ensuite exercé plusieurs hautes fonctions au sein de Brussels Airport, puis, à partir de septembre 2011, pour la banque Optima.

## Carrière
De 1989 à 1992, il est ministre flamand des  Affaires intérieures et de la Fonction publique. Entre 1992 et septembre 1998, il est ministre flamand de l'enseignement et de la Fonction publique. Pendant la période 1995-1998, il est également vice-président du gouvernement flamand. 
En 1998, il passe au fédéral, en succédant à Louis Tobback, qui venait de démissionner à la suite de la mort de la demandeuse d'asile nigériane Semira Adamu, en tant que Vice-Premier ministre et ministre de l'intérieur. Le 2 juin 1999, il hérite de la compétence de la Santé publique à la suite de la crise de la dioxine et la démission de Marcel Colla.
Après les élections de 1999, il reste au gouvernement fédéral avec la Fonction publique et de la Modernisation de l'Administration comme compétences. Il initie alors le Plan Copernic. 
Après une carrière politique de plus de 2 décennies, Luc Van den Bossche quitte la politique au moment des élections de 2003. Sa fille, Freya Van den Bossche devient, elle, ministre au sein du gouvernement fédéral. Il devient lui-même président du l'Associatie Universiteit Gent, le 27 mai 2003. Le 1er septembre de la même année, il devient administrateur délégué de Brussels International Airport Company (BIAC), succédant à Pierre Klees. En 2005, il abandonne cette fonction pour devenir président du conseil d'administration.
Fin septembre 2011, il part pour Optima, société gantoise active dans les services financiers, où il devient responsable du développement opérationnel de l'activité bancaire, alors qu'il y est déjà président du conseil d'administration depuis 2008,. En 2015, il devient président du conseil d'administration d'Optima Global Estate.  

## Vie privée
Luc Van den Bossche est docteur en droit, diplômé en 1970, et avocat au barreau de Gand.
Luc Van den Bossche est séparé de sa femme Lieve Bracke, secrétaire du conseil d'administration de l'Université de Gand. De cette union est née leur fille Freya, elle aussi active en politique. Luc van den Bossche est franc-maçon, membre de la loge de Gand, faisant partie de la Grande Loge de Belgique.